# Cneorides
Cneorides là một chi bọ cánh cứng trong họ Chrysomelidae.
Chi này được Jacoby miêu tả khoa học năm 1896.

## Các loài
Chi này gồm các loài:
- Cneorides flaviventris Jacoby, 1896